# Moisei Gamburd
Moisei Gamburd (n. 6 octombrie 1903, Chișinău, Imperiul Rus – d. 14 iulie 1954, Chișinău, RSS Moldovenească, URSS) a fost un pictor român basarabean de etnie evreiască.